# J. L. 매키

존 레슬리 매키(영어: John Leslie Mackie, 1917~1981)는 오스트레일리아의 철학자이다. 그는 종교, 형이상학, 언어의 철학에 상당한 공헌을 했으며, 메타윤리학, 특히 도덕적 회의주의와 오류 이론을 옹호하는 그의 견해로 잘 알려져 있다. 윤리는 발견되기 보다는 발명되어야 한다고 주장한다.